# Soyuz 7K-TM
A Soyuz 7K-TM, também conhecida como Soyuz ASTP foi projetada para ser usada no programa Apollo-Soyuz (ASTP), na missão Soyuz 19. Ela incluía modificações, para aumentar a compatibilidade com a espaçonave Norte americana.
A Soyuz ASTP, usava painéis solares maiores para poder estender a duração da missão, um sistema de acoplamento APAS-75 no lugar do sistema de acoplamento padrão soviético e modificações no sistema de controle de ambiente, para reduzir a pressão da cabine para 0,68 atmosferas, antes da acoplagem com a Apollo.